# Ікове
І́кове — село в Україні, у Новопсковській селищній громаді Старобільського району Луганської області. Населення становить 132 особи.